# A.S. Onderwijzerhof
Het A.S. Onderwijzerhof in Amsterdam is een pleintje annex hofje in het Amsterdamse stadsdeel Centrum. 

## Omschrijving
Het begrip hofje in Amsterdam is al eeuwenoud als omschrijving van woningen aan een binnenplaats. Dit hofje/pleintje ontstond echter in de jaren tachtig bij grootscheepse stadsvernieuwing in dit deel van de Jodenbuurt. Het is min of meer ontstaan bij de aanleg van de Amsterdamse metro een decennium eerder. 
Het hofje verbindt achter het Joods Historisch Museum) de Nieuwe Amstelstraat (waar tot dan toe een poort stond) en het Jonas Daniël Meijerplein. Het is voetgangersgebied. Behalve de gebouwen van de Joodse instellingen is er geen oudere bouw te vinden dan uit die jaren tachtig. Zo is aan de zuidwestkant van het hofje het wooncomplex De Halve Wereld gebouwd met gebouwen de Slinger en het Torentje.

## Naamgeving
Het hof is op 7 maart 1984 vernoemd naar de joodse opperrabbijn Abraham Samson Onderwijzer (1862-1934). Vanaf 1982 waren namen voorgesteld als Synagogehof, Sjoelstraat en Nieuwe Sjoelstraat. De besturen van de Grote Synagoge en Portugees-Israëlitische Synagoge stelden in 1983 de naam van de rabbijn voor. Wethouder Enneüs Heerma kwam het straatnaambord op 19 december 1984 onthullen. De buurt zag echter liever een andere naam en had al alternatieve straatnaambordjes opgehangen: Februaristraat; al eerder hadden ze geprobeerd het hofje te vernoemen naar schilder Anton Witsel. Men onderbouwde dit door A.S. Onderwijzer te lezen als Aanstaande leraar. De krantenkoppen, zoals "Straat genoemd naar Onderwijzer" in de kranten werkten ook niet mee. De alternatieve naam verwees naar de Februaristaking, die jaarlijks herdacht wordt op het Jonas Daniël Meijerplein, terugvoerend op de geschiedenis van de buurt. Ook werd aangevoerd dat het pleintje er mede dankzij verzet van buurtbewoners was gekomen. De heisa werd al snel vergeten en de naamstelling bleef zoals die was. In 1998 kreeg Amsterdam in dezelfde buurt het Februariplein.

## Kunst
Kunstenaar Harald Schole maakte voor deze plek zijn beeld Voor water (1987). Voorts wordt een binnentuin opgesierd door een beschilderd hekwerk en een kleine plaquette.

## Afbeeldingen

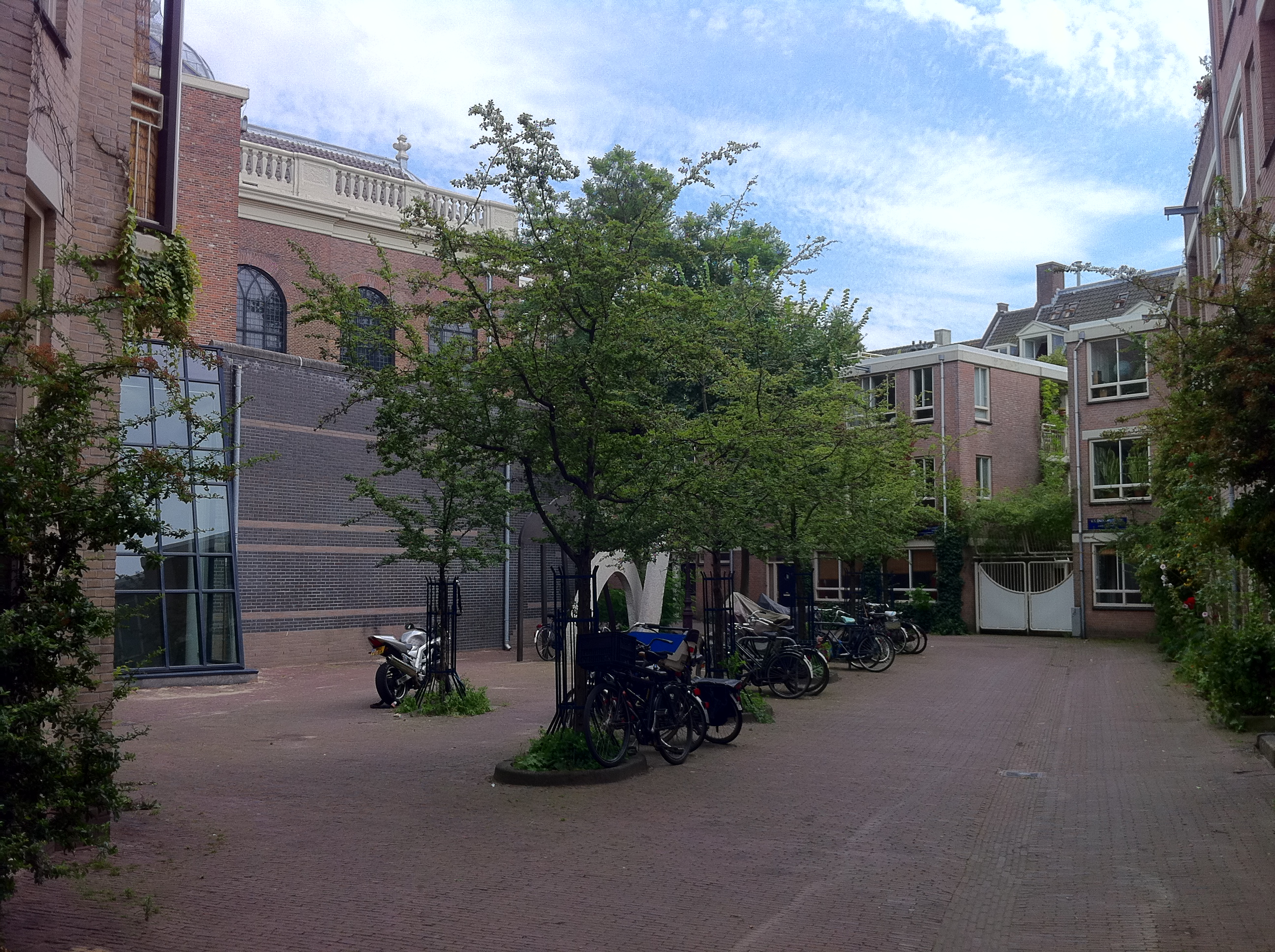
Het A.S. Onderwijzerhof in Amsterdam in juli 2011
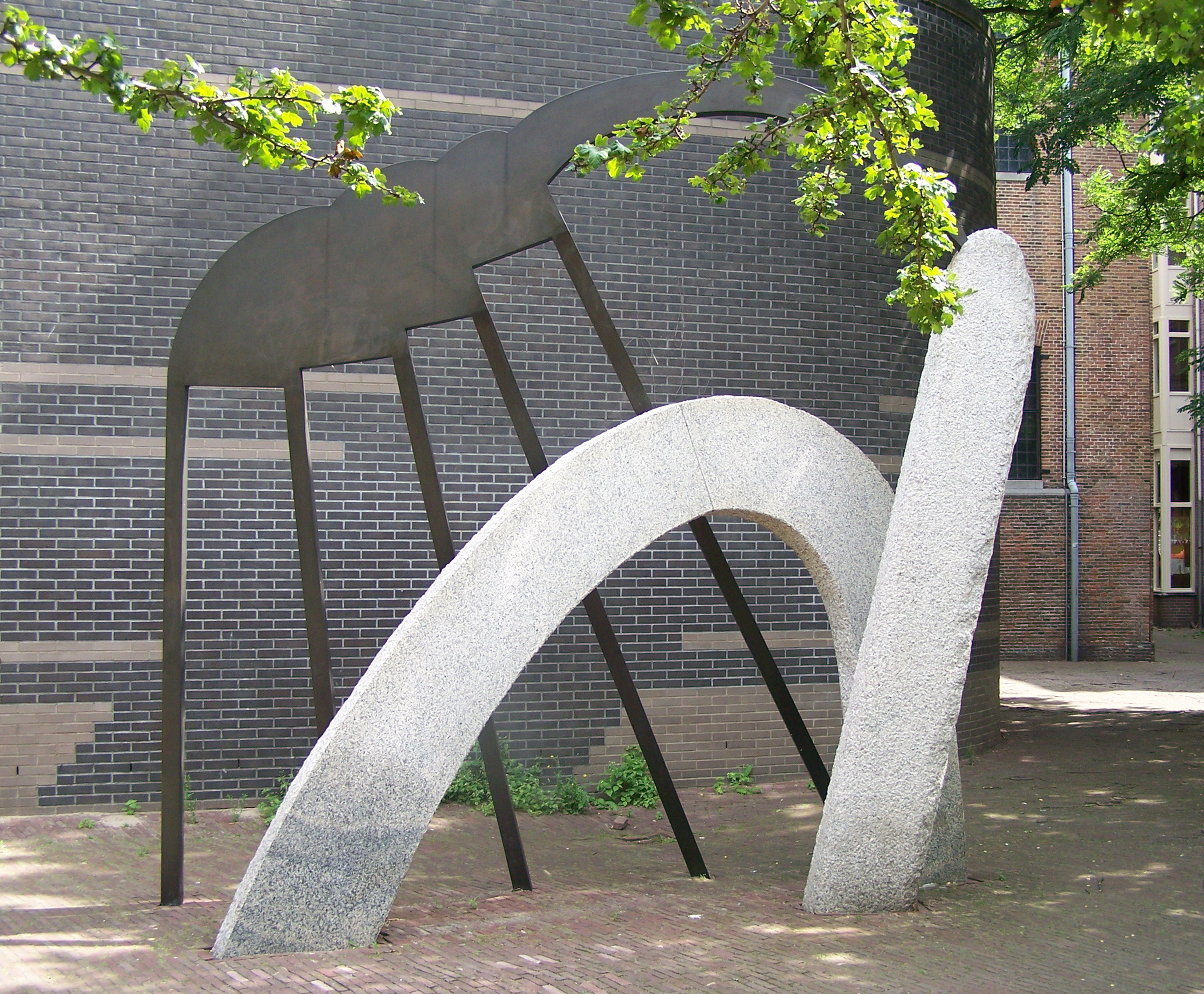
Het kunstwerk 'Voor water' in augustus 2008
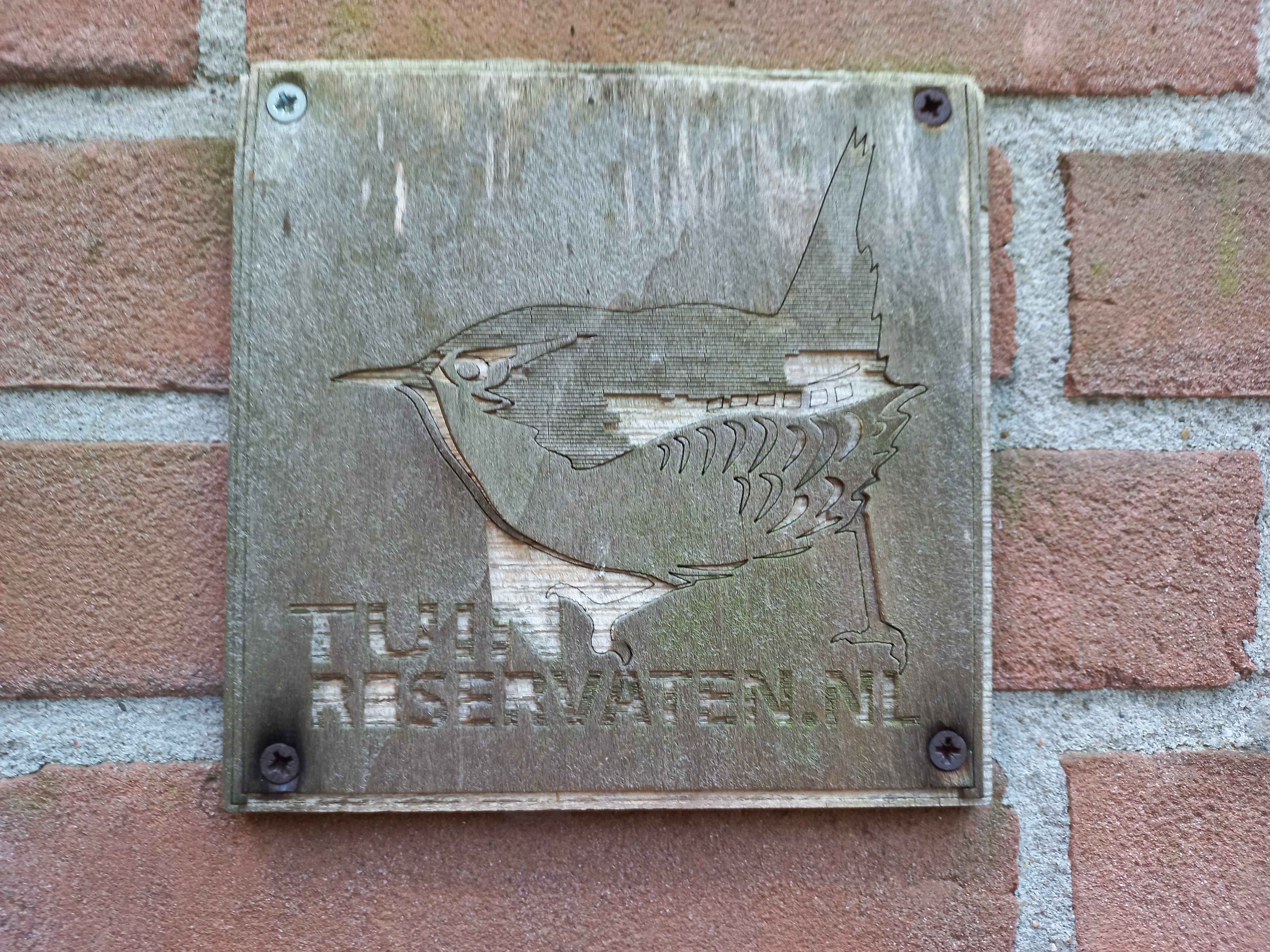
Plaquette tuinreservaten in juni 2024
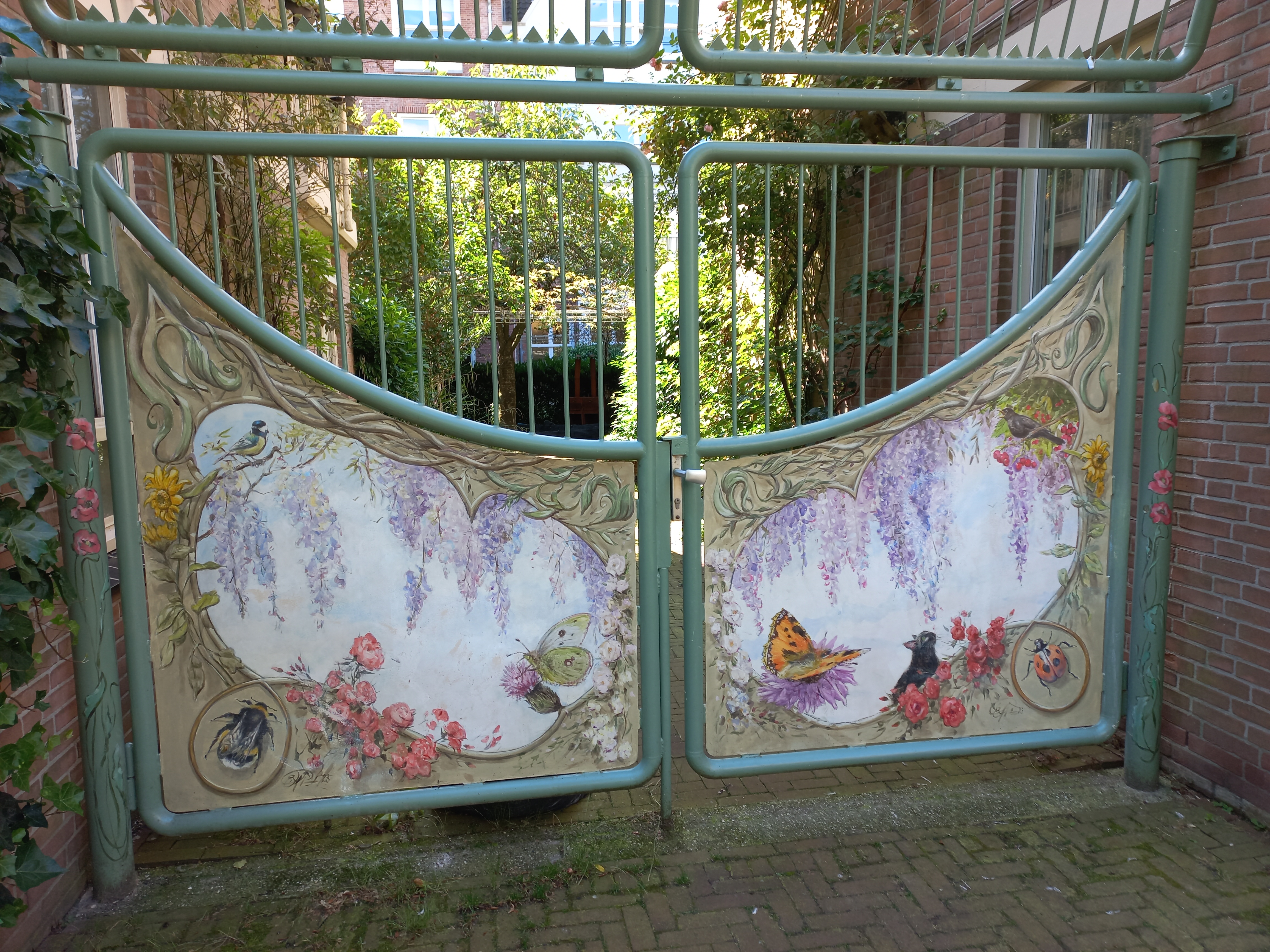
Hekwerk tuinreservaten in juni 2024